# Nding
Die Sprache Nding ist eine ausgestorbene kordofanische Sprache, die im Sudan gesprochen wurde.
Sie zählte zur Sprachgruppe der Talodi-Heiban-Sprachen innerhalb der Niger-Kongo-Sprachfamilie.
Die ehemaligen Sprecher der Sprache sprechen heute ausschließlich Arabisch.